# I Am Frankie
I Am Frankie é uma série de televisão americana criada por Marcela Citterio, baseada na série da Nickelodeon América Latina Yo soy Franky, estreou oficialmente na Nickelodeon em 11 de setembro de 2017 e foi exibida até 4 de outubro de 2018. A série é estrelada por Alex Hook no papel titular de Frankie Gaines. que é um andróide tentando se passar por uma adolescente normal. Esta série também é exibida em Portugal no Nickelodeon. Está sendo exibida no Brasil pela Nickelodeon desde o dia 5 de agosto de 2019 às 19h00min.

## Sinopse
Sigourney é um cientista que trabalha para a empresa EGG (Electronic Giga Genetics), que desenvolveu uma adolescente andróide chamada Frankie. Quando o chefe da EGG, Kingston, planeja usar Frankie para a empresa militar WARPA (Agência de Projeto de Pesquisa Android Armamentada) para o Projeto Q, Sigourney deixa seu emprego, contrabandeia Frankie de EGG, e move sua família para longe da EGG o quanto possível, para que Frankie possa viver uma vida normal. Enquanto Frankie se adapta a uma vida normal como estudante do ensino médio na Sepulveda High, ela faz amizade com uma garota chamada Dayton e ganha uma rival chamada Tammy. Enquanto ela e sua família trabalham para manter seu segredo seguro para que EGG não a encontre, o Sr. Kingston está determinado a fazer o que for preciso para localizar Frankie. Sem o conhecimento do Sr. Kingston, ele não é o único depois dela. Na segunda temporada, Frankie trabalha para resgatar Andrew da WARPA. Depois disso, a WARPA ainda faz seus planos para os andróides com o Projeto Q, a fim de assumir o controle do mundo.

## Elenco

### Elenco principal
- Alex Hook como Frankie, uma menina andróide que foi criada por Sigourney, que costumava trabalhar para EGG e procura se tornar um ser humano real. Alex Hook também interpreta Eliza, que aparece pela primeira vez em "Eu Sou ... um Alvo Fácil" como uma garota andróide e uma versão protótipo de Frankie com uma agenda perigosa
- Uriel Baldesco como Lucia, um seguidor de Tammy e membro do Esquadrão de Cérebro do Sepulveda High
- Armani Barrett como Byron (1.ª temporada), um membro do Esquadrão High's Brain que é de robótica
- Kristi Beckett como Makayla, uma seguidora de Tammy e membro do Brain Squad da Sepulveda High.
- Kyson Facer como Andrew, um estudante da Sepulveda High, que é um dos interesses amorosos de Frankie e Tammy. Mais tarde, ele é revelado para ser um andróide criado por James.
- Sophia Forest como Jenny Gaines, a filha de Sigourney que fica Frankie como uma irmã mais velha.
- Mohana Krishnan como Tammy, uma garota e líder do Brain Squad da Sepulveda High que se torna rival de Frankie e procura descobrir a verdade sobre ela.
- Jayce Mroz como Robbie (1.ª temporada), um estudante inteligente que acompanha Frankie e Dayton.
- Nicole Alyse Nelson como Dayton Reyes, uma garota que se torna a melhor amiga de Frankie e uma das poucas pessoas a saber a verdade sobre Frankie.
- Carson Rowland como Cole Reyes, o irmão de Dayton, que é um dos interesses amorosos de Frankie.
- JD Ballard / Jim Ballard como o Sr. Kingston, o chefe da EGG que procura recuperar Frankie para ser usado no Projeto Q da WARPA. Em "Eu Sou ... Destinada a Glória", ele é revelado como pai de Dayton e Cole. Na primeira temporada, o primeiro nome de Kingston é Gilford; em "Eu sou... Eliza", seu primeiro nome é mudado para Clarence.
- Todd Allen Durkin como James Peters, um ex-cientista de OG que costumava trabalhar com Sigourney e quer destruir Frankie.
- Joy Kigin como a Sra. Hough, diretora da Sepulveda High.
- Michael Laurino como Will Gaines, pai de Jenny e marido de Sigourney, que ganha Frankie como filha.
- Carrie Schroeder como Sigourney Gaines, uma ex-cientista de OG que construiu Frankie.
- Mark Jacobson como Voz de "PEGS1" (1.ª temporada), um pequeno robô flutuante em forma de ovo que trabalha para o Sr. Kingston.

### Elenco recorrente
- Justin Jarzombeck como John (1.ª temporada)
- Rachael Thompson como Engenheira Anderson (1.ª temporada)
- David Kelley como agente da WARPA (1.ª temporada)

## Episódios
| Temporadas | Temporadas | Episódios | Exibição original     | Exibição original    | Exibição no Brasil   | Exibição no Brasil     | Exibição em Portugal | Exibição em Portugal |
| Temporadas | Temporadas | Episódios | Estreia               | Final                | Estreia              | Final                  | Estreia              | Final                |
| ---------- | ---------- | --------- | --------------------- | -------------------- | -------------------- | ---------------------- | -------------------- | -------------------- |
|            | 1          | 19        | 4 de setembro de 2017 | 6 de outubro de 2017 | 5 de agosto de 2019  | 30 de agosto de 2019   | —                    | —                    |
|            | 2          | 21        | 11 de agosto de 2018  | 4 de outubro de 2018 | 31 de agosto de 2019 | 27 de setembro de 2019 | —                    | —                    |

## Produção
Em 20 de janeiro de 2016, a Nickelodeon anunciou que tinha a série I Am Frankie com sua primeira temporada para conter 20 episódios. A série é a primeira série global a ser produzida no novo Viacom International Studio em Miami, Flórida. A série foi originalmente produzida como Yo Soy Franky, criada pela escritora argentina Marcela Citterio, para a Nickelodeon Latin America na Colômbia. Catharina Ledeboer, que anteriormente trabalhou em Every Witch Way e Talia in the Kitchen, adaptou a série para o inglês para o público global. Foi declarado que a produção da série começaria em algum momento em 2016. A série estreou oficialmente em 11 de setembro de 2017 nos Estados Unidos, depois de uma prévia especial da estreia exibida em 4 de setembro de 2017. O episódio de estreia foi disponibilizado nas plataformas de streaming da Nickelodeon a partir de 21 de agosto de 2017.
A Nickelodeon renovou a série para uma segunda temporada em 13 de novembro de 2017. As filmagens para a segunda temporada começaram em março de 2018. A segunda temporada estreou na Nickelodeon dos Estados Unidos com um evento especial em 11 de agosto de 2018; novos episódios da segunda temporada foram retomados em 10 de setembro de 2018. Além disso, Amina Alzouma, Tommi Rose e Zachary S. Williams se juntaram ao elenco principal da série na segunda temporada.

## Audiência
| Temporada | Episódios | Primeira exibição      | Primeira exibição   | Última exibição      | Última exibição     | Méd. audiência (milhões) |     |
| Temporada | Episódios | Data                   | Audiência (milhões) | Data                 | Audiência (milhões) | Méd. audiência (milhões) |     |
| --------- | --------- | ---------------------- | ------------------- | -------------------- | ------------------- | ------------------------ | --- |
| 1         | 19        | 11 de setembro de 2017 | 1,47                | 6 de outubro de 2017 | 1,13                | 1.24                     | ASD |
| 2         | 21        | 11 de agosto de 2018   | 0,90                | 4 de outubro de 2018 | 0,74                | 0.78                     | ASD |